# تورولا کلنیا
تورولا کلنیا (به لاتین: Turowola-Kolonia) یک منطقهٔ مسکونی در لهستان است که در Gmina Puchaczów واقع شده‌است.